# 小行星2219
小行星2219（2219 Mannucci）是一颗围绕太阳公转的小行星。1975年6月13日，菲利克斯·阿吉拉爾天文台在圣胡安省发现了此天体。
該小行星以天文台技工埃德加多·曼努奇（Edgardo Mannucci）命名。
这颗小行星的绝对星等为294.869379636857等。